# Тихон (патріарх Московський)
Патріарх Ти́хон (в миру Васи́ль Іва́нович Бєлла́він; 19 (31) січня 1865, погост Клин, Торопецький повіт, Псковська губернія, Російська імперія — 7 квітня 1925, Москва, РРФСР, СРСР) — російський церковний діяч, єпископ Православної російської церкви (ПРЦ); з 21 листопада (4 грудня) 1917 Патріарх Московський і всієї Росії, перший після відновлення патріаршества в Росії. Канонізований РПЦ, зарахований до лику святителів у 1989 році.

## Молоді роки
Народився в приході Воскресенської церкви погосту Клин Торопецького повіту Псковської губернії, в сім'ї священницького роду Івана Тимофійовича Бєллавіна; згодом його батька перевели у прихід Спасо-Преображенської церкви міста Торопця, в Псковській єпархії. Прізвище Бєллавін було досить поширене на Псковщині серед осіб духовного сану.
За словами сучасника, «з дитинства Тихон був дуже добродушним, сумирним та богобоязливим без лукавства, не видаючи себе за святого»; серед своїх товаришів по Псковській Семінарії мав жартівливе прізвисько «Архієрей».
В 1888 році закінчив Санкт-Петербурзьку духовну академію, де серед товаришів мав прізвисько «Патріарх». Його однокурсник, згодом протопресвітер Константин Ізразцов, місіонер у південній Америці, згадував про нього: «Під час усього академічного курсу він був світським і нічим особливим не проявляв своїх чернечих нахилів. Через це, його чернецтво після закінчення Академії для багатьох його товаришів стало повною несподіванкою.»

## Духовна діяльність
11 червня 1888 року був направлений на посаду викладача догматичного богослів'я до Псковської духовної семінарії.
У грудні 1891 року пострижений у чернецтво з іменем Тихон; 22 грудня рукоположений у ієромонахи.
В березні 1892 року призначений на інспектора Холмської духовної семінарії; в липні — ректором Казанської, а згодом Холмської духовної семінарії; був головою Єпархіальної Викладацької Ради, головою православного братства і цензором видавництв.
19 жовтня 1897 року хіротонізований на єпископа Люблінського, вікарія Холмсько-Варшавської єпархії. Хіротонія була здійснена у Троїцькому соборі Олександро-Невської Лаври митрополитом Петербурзьким і Ладозьким Палладієм (Раєвим-Писаревим).
14 вересня 1898 року призначений на єпископа Алеутським і Аляскинським — замість єпископа Миколая (Зіорова), що відбув до Росії; з 1900 року — Алеутський і Північно-Американський.
У 1907 році Тихон повертається з Америки до Росії і приймає призначення на посаду єпископа Ярославського і Ростовського. 22 грудня переведений на кафедру у Вільні.

## На посаді патріарха

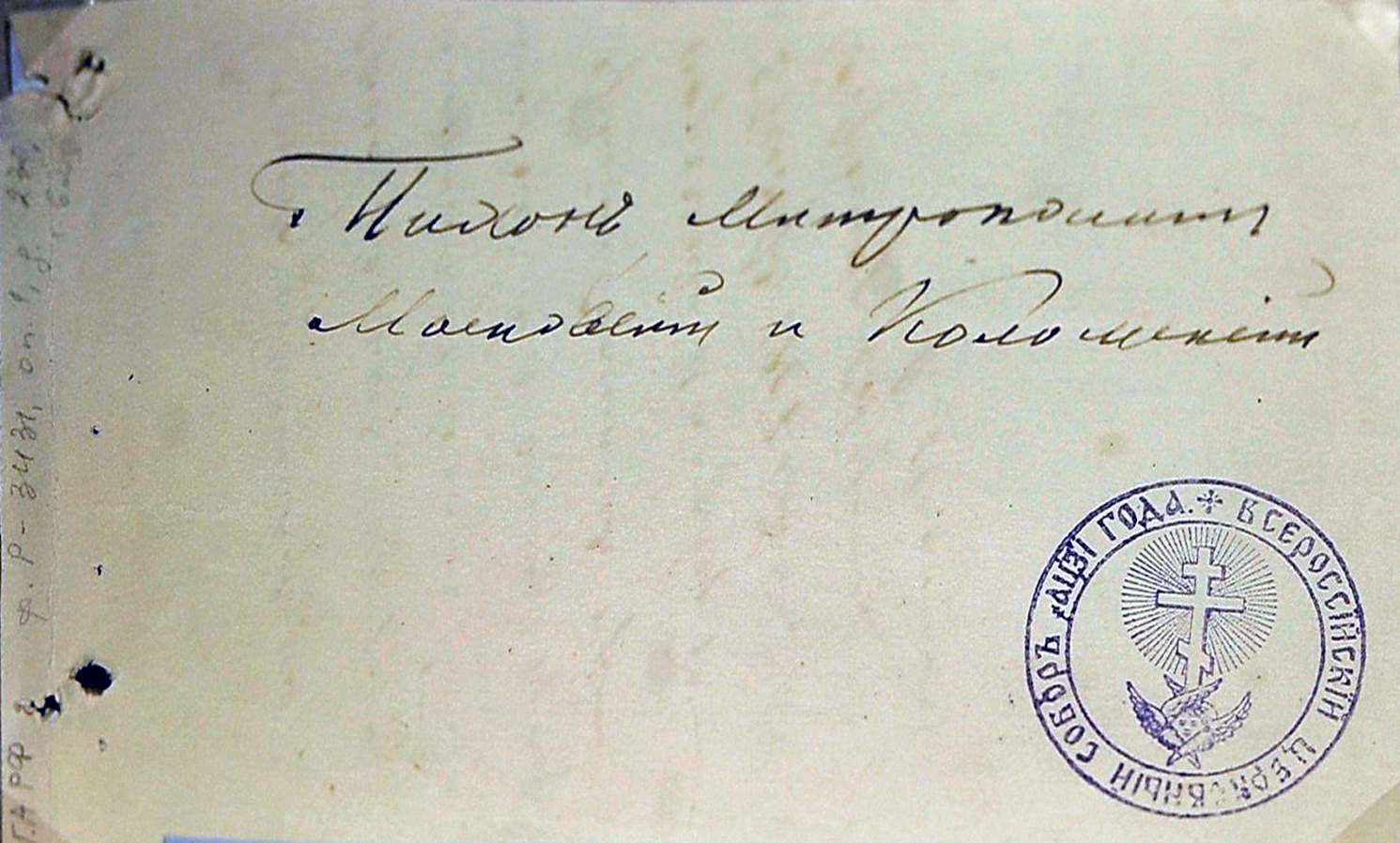
Жереб з іменем новообраного патріарха Тихона, витягнений 5 листопада 1917 року перед Царськими Воротами Храму Христа Спасителя у Москві.

5 листопада 1917 року його було обрано патріархом Москви і всієї Русі. Під час революції та громадянської війни Тихон виявив непорушність та різке засудження більшовизму. У 1918 році відкрито засудив вбивство царської родини і гостро протестував проти більшовицького насилля щодо церкви.
19 січня 1918 року за Юліанським календарем Патріарх Тихон опублікував «„Послання святійшого Патріарха Тихона про анафемування тих, що чинять беззаконня, гонителів віри та православної церкви.“ від 19 січня (1 лютого) 1918 року».
Після створення СРСР, нова влада звинуватила патріарха у саботажі та спротиві щодо націоналізації церковного майна та опір щодо конфіскації цінних літургічних предметів «на справу» жертв голоду на Поволжі. Від квітня 1922-го по червень 1923-го Тихон перебував в арешті у мурах Донського монастиря. Його процес збудив зацікавлення за-кордоном і став причиною вислання до СРСР декількох протестативних нот. Невідомо якому натиску піддавався патріарх з боку влади під час арешту але після виходу зайняв толерантнішу позицію щодо влади.
9 грудня 1924 року при спробі розбійницького нападу на дім Патріарха у Донському монастирі було убито Якова Сергійовича Полозова — близьку людину для Патріарха — Яків Полозов був його келійником ще з 1902 року. Інцидент справив на Патріарха вкрай гнітюче враження. У 1925 році його стан здоров'я сильно погіршився. 5 квітня в останній раз святкував Святу Літургію. Помер через 2 дні по цьому у лікарні Боткіна, за офіційними даними через серцеву недостатність, хоча існують й непідтверджені дані, що його отруїли.

## Мощі та канонізація святителя
Патріарх Тихон був канонізований Російською Православною Церквою 28 вересня 1989 року. Канонізація патріарха була прикладом «відлиги» під час гласності. Мощі святого Тихона похоронені у Донському монастирі в Москві. Православна церква вшановує святого Тихона 7 квітня (25 березня за старим стилем) у день його смерті, 26 вересня — у день його внесення до лику святих, а також 22 лютого — день перенесення його мощей до Задонського монастиря.